# Jesiden

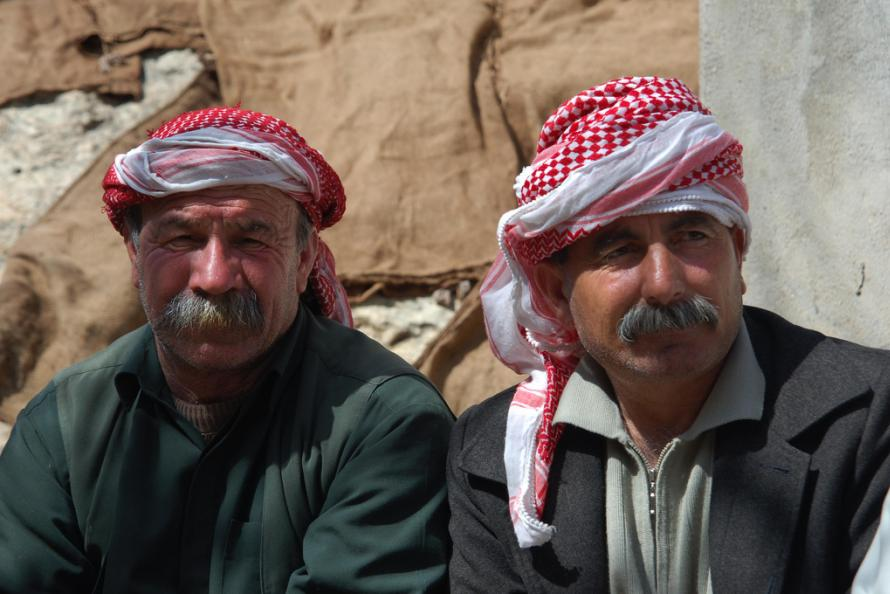
Jesidische Männer, traditionell mit Schnurrbart

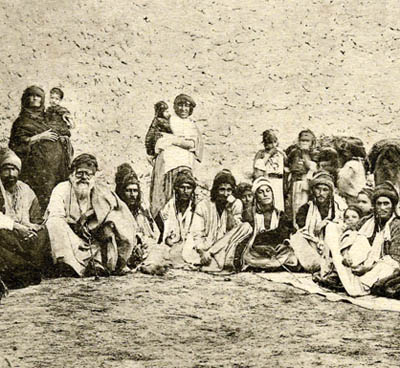
Eine Gruppe von Jesiden auf dem Sindschar-Höhenzug im syrisch-irakischen Grenzgebiet (um 1920)

Jesiden (Anhörenⓘ) oder Eziden (kurmandschi ئێزیدی Êzîdî), auch Yeziden, Jeziden, sind eine zumeist Kurmandschi sprechende ethnisch-religiöse Gruppe mit etwa einer Million Angehörigen, deren ursprüngliche Hauptsiedlungsgebiete im nördlichen Irak, in Nordsyrien und in der südöstlichen Türkei liegen. Die Jesiden betrachten sich teilweise als ethnische Kurden, teilweise als eigenständige Ethnie. Derzeit sind Jesiden in Armenien als eigenständige Ethnie anerkannt. Auch die Vereinten Nationen erkennen die Jesiden als eine eigenständige Ethnie an. Heute sind Jesiden durch Auswanderung und Flucht auch in anderen Ländern verbreitet. Aufgrund von Verfolgungen sind viele Jesiden im 19. und frühen 20. Jahrhundert nach Armenien und Georgien geflohen. Die Jesiden in Deutschland bilden mit geschätzt 200.000 Mitgliedern (2017) die mit Abstand größte Diaspora der Jesiden.
Jesiden praktizieren Endogamie. Das Jesidentum ist eine monotheistische, nicht auf einer heiligen Schrift beruhende, synkretistische Religion. Die Mitgliedschaft ergibt sich ausschließlich durch Geburt, wenn beide Elternteile jesidischer Abstammung sind. Eine Heirat von Jesiden (beiderlei Geschlechts) mit Nicht-Jesiden hat angesichts jesidischer Heiratsregeln den Ausschluss aus der Gemeinschaft zur Folge. Im Zentrum des jesidischen Glaubens stehen Melek Taus („Engel Pfau“), der Scheich ʿAdī ibn Musāfir (um 1073–1163) sowie die sieben Mysterien. Das Grab von Scheich ʿAdī im irakischen Lalisch-Tal ist das Hauptheiligtum des Jesidentums und Ziel einer jährlichen Wallfahrt im Herbst.
Seit August 2014 sind Jesiden Opfer eines andauernden Genozids. Als sogenannte „Ungläubige“ fliehen sie im Norden des Iraks vor Verfolgung, Versklavung und Ermordung durch die terroristisch agierende fundamentalistische Miliz Islamischer Staat.

## Herkunft der Bezeichnung

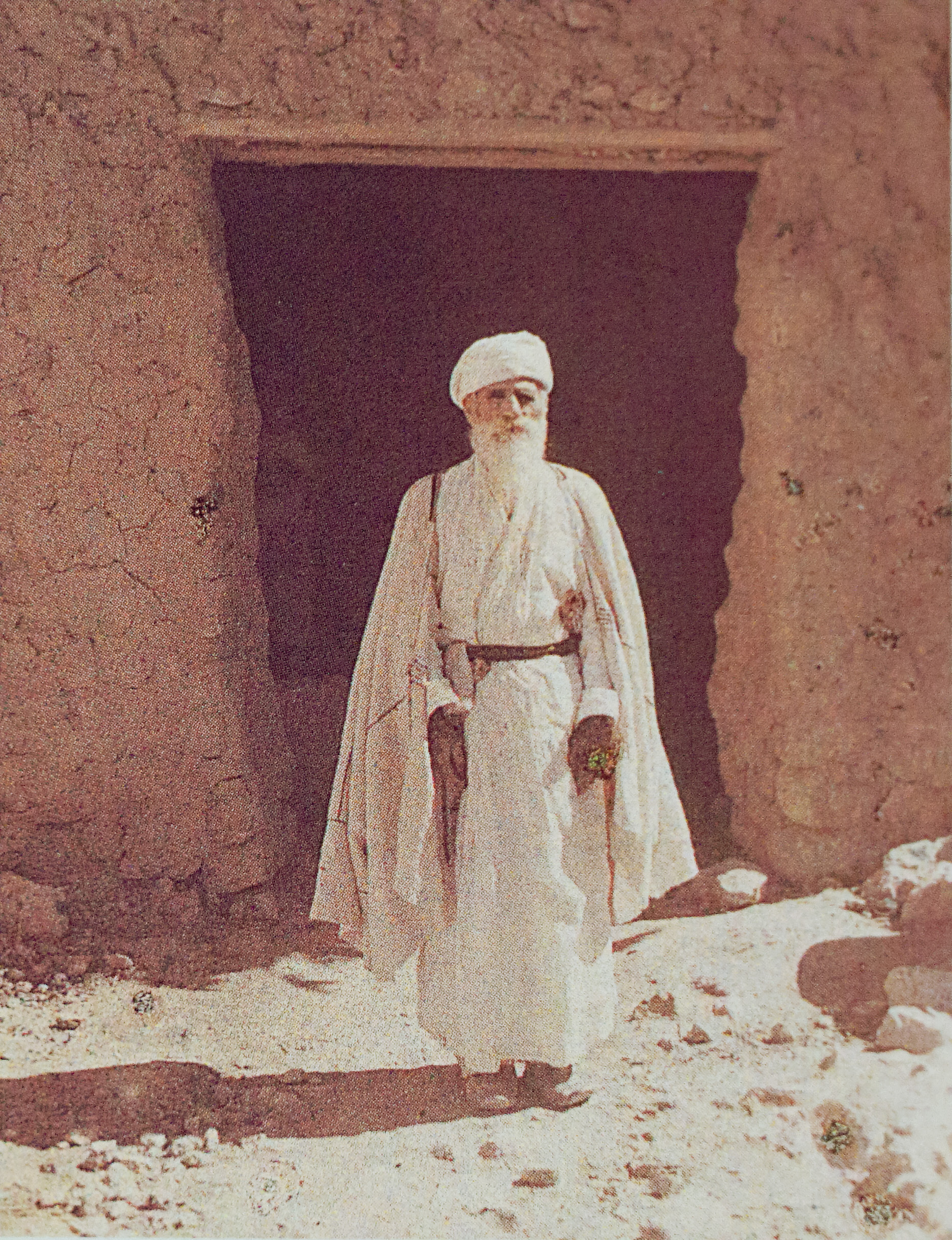
Jesiden-Oberhaupt in Baschiqa (1910er Jahre, Foto von Albert Kahn)

Jesiden werden auch Yeziden oder Eziden genannt. In Deutschland lebende Jesiden verwenden mehrheitlich das Ethnonym „Eziden“ oder „Êzîden“ als Eigenbezeichnung und vermeiden eher die Fremdbezeichnungen „Jesiden“, „Yeziden“, „Yazidis“ oder „Yezidis“. Die Herkunft der Bezeichnung Êzîdî ist bis heute ungeklärt. Einige Wissenschaftler führen die Bezeichnung Jesidi auf den Kalifen der Umayyaden Yazid I. (680–683) zurück. Jesiden lehnen eine Beziehung zwischen ihren Namen und dem Kalifen ab. Stattdessen führen einige Jesiden wie andere Wissenschaftler die Bezeichnung auf das altiranische Wort Yazata für „göttliches Wesen“ zurück und stellen so zugleich eine Verbindung mit dem altiranischen Gott Ahura Mazda her, was sie dem Namen nach zu „Gottesanbetern“ macht. Der Religionsgelehrte asch-Schahrastānī (1076–1153) führte den Namen der Jesiden auf den charidschitischen Geistlichen Yazid bin Unaisa zurück, dessen Anhänger sie gewesen seien. Eine andere Ableitung der Wortherkunft nutzt den Bezug zu Ez dā („Mich erschaffen“). Jesiden verweisen auch auf die Wendungen Xwedê ez dam („Gott hat mich erschaffen“) und Em miletê ezdaîn („Wir sind die Ezdayi Nation“).

## Anzahl und Hauptsiedlungsgebiete

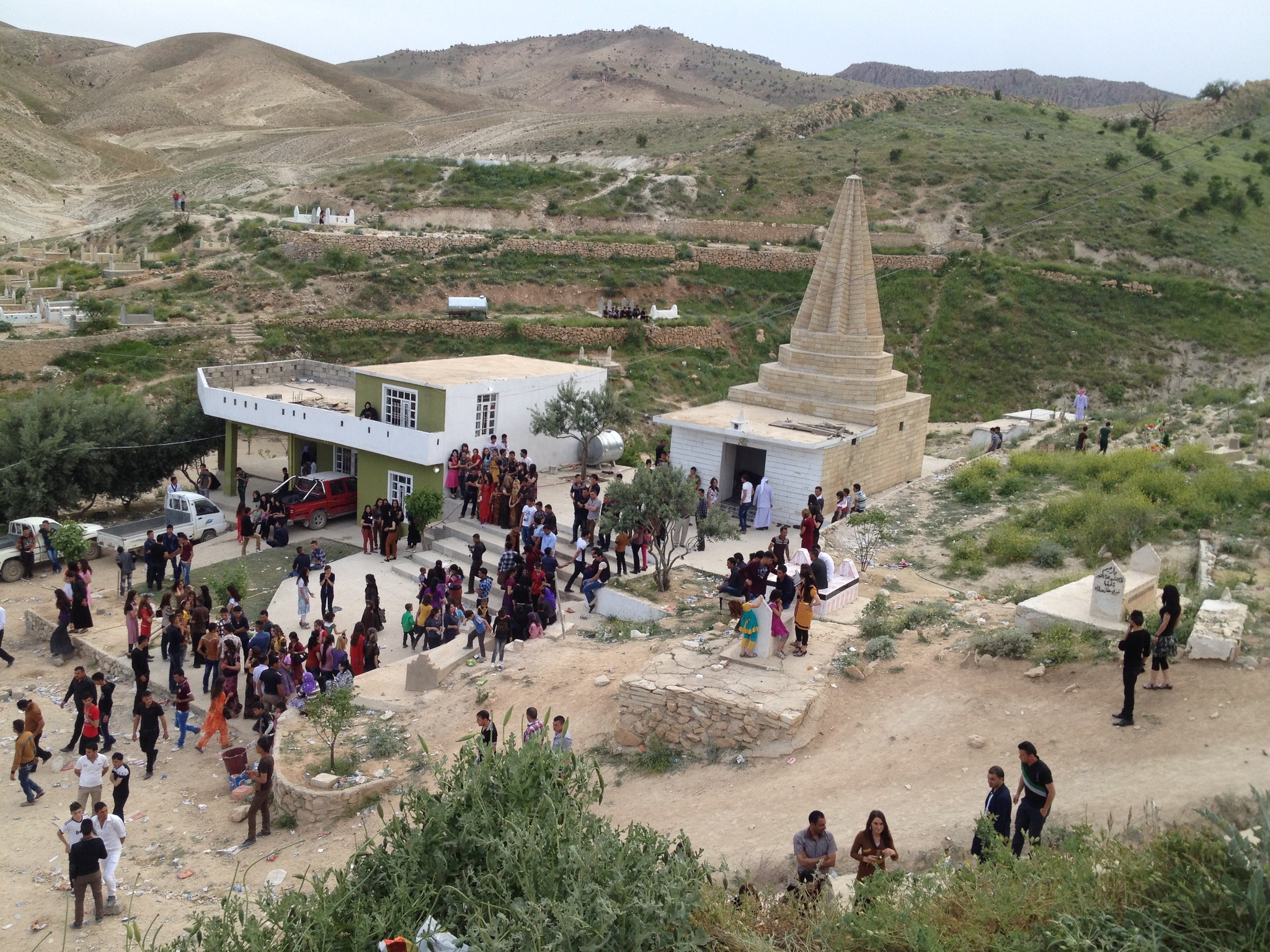
Jesiden feiern das jesidische Neujahrsfest im Sindschar-Gebirge. Im Hintergrund ist der jesidische Tempel Quba Pire Ewra (Tempel vom Pir der Wolken) zu sehen. (16. April 2014)

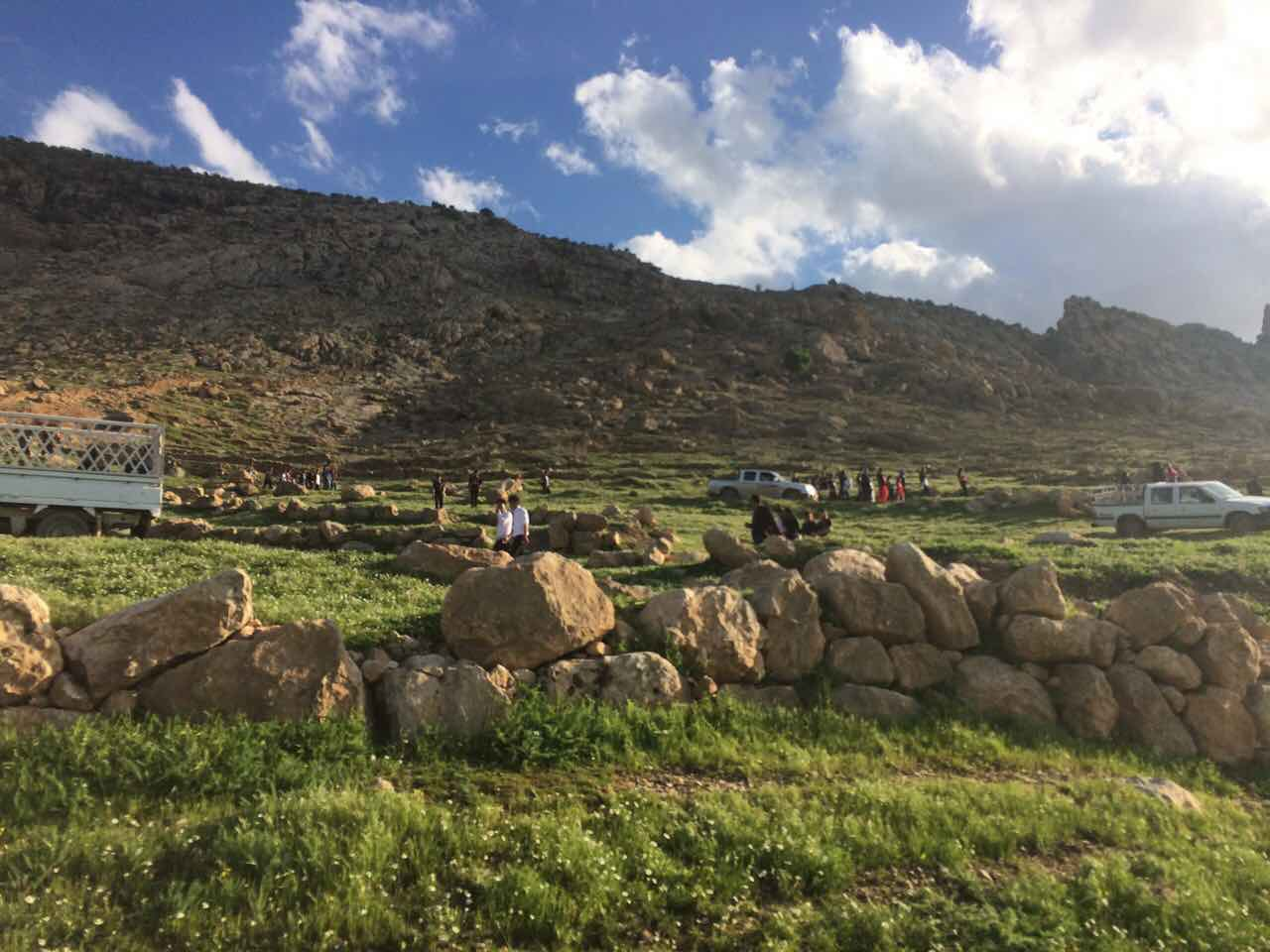
Jesiden im Dschabal Sindschar

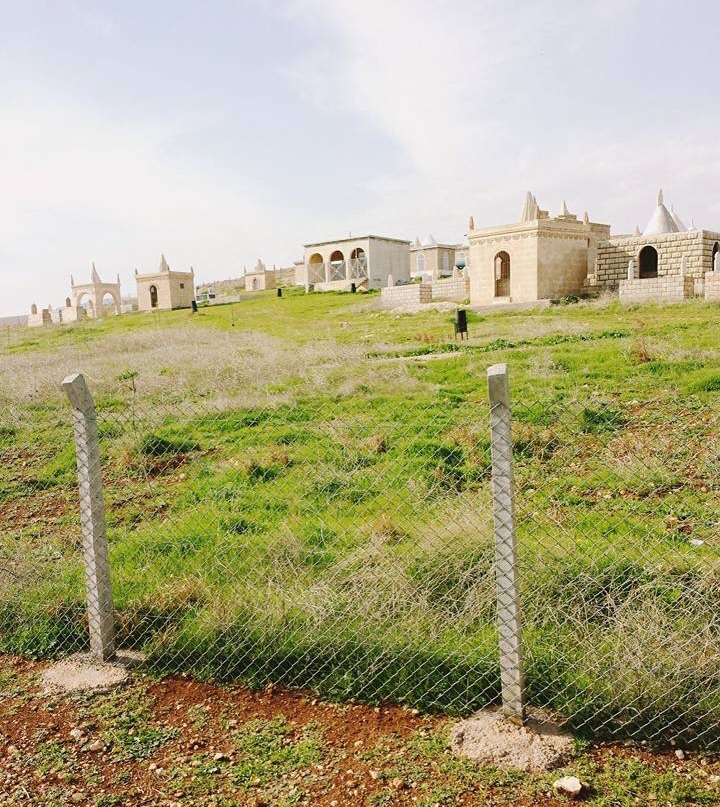
Der jesidische Friedhof Hesen Begê im Südosten der Türkei.

Die ursprünglichen Siedlungsgebiete der Jesiden liegen in Nordmesopotamien und werden auch als Ezidchan (Land der Jesiden) bezeichnet. Es gibt keine offizielle Zählung der Jesiden. Ihre Zahl wird auf weltweit über eine Million geschätzt. Den Hauptanteil stellen die im Irak lebenden Jesiden mit einer halben Million Angehörigen. In Deutschland leben etwa 200.000, im restlichen Europa kommen noch etwa 65.000 hinzu. In den USA und Kanada leben einige Tausend Jesiden, meist aus dem Irak. In Armenien leben über 35.000. In Georgien und in Russland leben ebenfalls Jesiden. In Syrien leben einige tausend Jesiden. Laut einem Bericht des Bundesamtes für Migration und Flüchtlinge leben in der Türkei über 2000 Jesiden, überwiegend in Südostanatolien. Die Bundesregierung der Vereinigten Staaten schätzte die Anzahl der Jesiden in der Türkei im Jahr 2019 auf weniger als 1000. In den 1980er Jahren lebten ca. 60.000 Jesiden in der Türkei. Jesiden sind heute also unter der mehrheitlich muslimischen Bevölkerung des Nahen Ostens eine religiöse Minderheit.
Muttersprache der meisten Jesiden ist die nordwestiranische Sprache Kurmandschi. Nur in den jesidischen Dörfern Baʿšiqa und Baḥzānē in den umstrittenen Gebieten des Nordiraks wird Arabisch gesprochen.
Die größte Zahl der Jesiden lebt im Nordirak. Die Jesiden verteilen sich hier im Wesentlichen auf zwei Gebiete. Das eine ist die Schaichān-Region nordöstlich der Stadt Mossul. Hier befinden sich Lalisch, das religiöse Zentrum der Jesiden, der Ort Baʿadhrā, in dem der Mīr von Schaichān, das weltliche und geistliche Oberhaupt der Jesiden, residiert, sowie die beiden Dörfer Baʿšiqa und Bahzānē, die als die Gelehrtenzentren der Jesiden gelten. Das zweite Hauptsiedlungsgebiet der Jesiden ist der Höhenzug Dschabal Sindschar westlich von Mossul an der Grenze zu Syrien, aber auch in der Stadt selbst leben viele Jesiden. Die Baath-Partei unter Saddam Hussein erklärte während ihrer Arabisierungskampagne in den 1970er und 1980er Jahren die Jesiden im Nordirak zu Arabern.
Wegen des Vormarschs der dschihadistischen IS-Armee (Islamischer Staat in Irak und Syrien) im Juli und August 2014 sind viele Jesiden aus Mossul und Umgebung in das kurdische Gebiet um die Stadt Erbil sowie in das Sindschar-Gebirge geflohen.
Zählungen und Schätzungen von türkischer, britischer und irakischer Seite aus den 1920er Jahren ergaben einen jesidischen Anteil von 4 bis 7 Prozent an den irakischen Kurden, was heute bei gleich bleibendem Anteil 160.000 bis 350.000 Personen entspräche. Manche Maximalschätzungen gehen heute von bis zu 550.000 jesidischen Gläubigen aus. Die Jesiden machen schätzungsweise 1 Prozent der irakischen Bevölkerung aus. Seit 1991 ist die jesidische Gemeinschaft im Irak zweigeteilt. 90 Prozent der irakischen Jesiden leben in irakisch verwaltetem und nur etwa 10 Prozent in kurdisch verwaltetem Gebiet.
In Nordsyrien leben Jesiden vorwiegend in Afrin und in Nordost-Syrien vorwiegend in und um die Stadt Qamischli und im Gouvernement al-Hasaka. Allerdings ging ihre Zahl beträchtlich zurück. Eine Schätzung gibt 12.256 für das Jahr 1990 an, für Ende 2008 nur noch 3.357. Nach anderen Schätzungen liegt ihre Zahl zwischen 35.000 und 50.000. Durch Auswanderung nach Europa geht sie zurück.
In den 1830er Jahren kamen nach dem Ende des Russisch-Türkischen Krieges 1828/29 die ersten Jesiden aus Anatolien in das zum Russischen Kaiserreich gehörende Ostarmenien. 1855 wurden etwa 340 Jesiden im Distrikt Sardarabad (etwa die heutige Armawir) gezählt. Mehrere Tausend anatolische Jesiden wurden Ende des 19. Jahrhunderts unter anderem in der Provinz Schirak angesiedelt. 1912 lebten über 17.000 Jesiden im Gebiet des heutigen Armenien. Bei der Volkszählung 2001 lag ihre Zahl bei 40.000. Sie stellten 2022 mit einem Anteil von 1,1 Prozent an der Gesamtbevölkerung die größte Minderheit des Landes. Ihr kulturelles Zentrum in der Provinz Aragazotn war in der sowjetischen Zeit das Dorf Alagyaz.

## Frühe Geschichte
Über die Entstehung der jesidischen Gemeinschaft gibt es unterschiedliche Theorien: Der arabische Autor Ahmad Taimur sieht ein Aufkommen der jesidischen Gemeinschaft nicht vor dem 12. Jahrhundert (6. Jahrhundert AH). Der jesidische Autor Darwis Hasso vertritt die Position, dass sich das Jesidentum aus dem Zoroastrismus entwickelte. Eine Autorengruppe aus dem Nahen Osten stellt das Jesidentum als sehr alte Religion der Kurden dar, die auf iranische Mythologie, im Speziellen auf den Mithraskult zurückzuführen sei.
Zum ersten Mal schriftlich erwähnt werden die Jesiden im 12. Jahrhundert. Als Beginn ihrer religiösen Entwicklung gilt die Ankunft von Scheich ʿAdī ibn Musāfir in den kurdischen Bergen am Anfang jenes Jahrhunderts. Allerdings gab es schon vor ihm im Kurdengebiet eine Bewegung, die als Yazīdīya bekannt war und von der zeitgenössische arabische Quellen berichten, dass sie mit dem Umayyaden Yazid I. sympathisierte. Außerdem geht aus den zeitgenössischen Quellen hervor, dass bei den Kurden religiöse Vorstellungen iranischen Ursprungs verbreitet waren. ʿAdī selbst begründete, nachdem er sich im Tal von Lalisch niedergelassen hatte, einen Sufi-Orden, die sogenannte ʿAdawīya, die sich über den ganzen Nahen Osten, insbesondere nach Syrien und Ägypten verbreitete.
Während die ʿAdawīya in Syrien und Ägypten auf dem Boden des Islams blieb, nahm der Orden bei den Kurden eine Sonderentwicklung. Unter Scheich al-Hasan ibn ʿAdī, einem Nachfolger und fernen Verwandten von Scheich ʿAdī, der im frühen 13. Jahrhundert lebte, wurde der Ordensgründer immer stärker verehrt. Der Einfluss der bei den Kurden verbreiteten iranischen Vorstellungen auf den Orden nahm zu, so dass aus ihm eine eigenständige Religionsgemeinschaft wurde. Um das Jahr 1254 kam es zu einem Konflikt zwischen Scheich Hasan (1195–1246) und dem Statthalter von Mossul, Badr al-Din Luʾluʾ. Im Sindschar-Gebiet versammelten sich jesidische Krieger. Nach der Niederlage der Jesiden nahmen Badr al-Dins Männer Scheich Hasan fest und hängten ihn in Mossul am Tor auf. Des Weiteren wurde Lalisch angegriffen. Hasans Sohn Scherfedin sandte den Jesiden in Lalisch eine Botschaft, die zu Zusammenhalt, Verteidigung und Bewahrung der jesidischen Religion aufrief. Er wurde bei dem erneuten Kampf getötet. Seine Botschaft wurde zur religiösen Hymne der Jesiden.

## Glaubenslehren

### Mündliche und schriftliche Überlieferung
Das Jesidentum beruft sich auf keine heiligen Schriften. Der Glaube wird überwiegend durch Hymnen (Qewlên, Sg. Qewl) und Bräuche weitergegeben. Die Vermittlung religiöser Traditionen und Glaubensvorstellungen beruhte bis ins 20. Jahrhundert ausschließlich auf mündlicher Überlieferung. Es gibt zwei Texte, die dem Anschein nach heilige Texte der Jesiden wiedergeben, das „Buch der Offenbarung“, das Kitêba Cilwe, und das „Schwarze Buch“, das Mishefa Reş. Die Bücher wurden 1911 und 1913 veröffentlicht, wobei wohl nicht alle Glaubensvorstellungen der Jesiden vollständig authentisch wiedergegeben sind. Sie gelten in der Iranistik als Aufzeichnungen durch Nichtjesiden, enthalten aber authentisches Material, das unter Jesiden auch schon vorher bekannt war.
Von mündlichen Überlieferungen existieren üblicherweise mehrere Versionen gleichzeitig. Dies macht es schwierig, die mündliche Tradition in einen von allen Gruppen akzeptierten schriftlichen Glaubenskanon zu übertragen. Durch die verbesserte Schulbildung in der Region ist die Zahl der dortigen Analphabeten stark zurückgegangen. Deshalb und weil die vielen in westlichen Ländern lebenden Jesiden von den Vorstellungen ihrer Umgebung beeinflusst sind, besteht das verbreitete Verlangen, auch einer „Buchreligion“ anzugehören. Erstmals erhielten in den 1970er Jahren zwei jesidische Universitätsabsolventen die Erlaubnis von religiösen Führern, Glaubensinhalte niederzuschreiben. Mehrere Veröffentlichungen von Jesiden über ihre heiligen Dichtungen und Volkserzählungen folgten und werden seitdem in Zeitschriften weit verbreitet. Daneben wird versucht, den vermeintlichen Makel einer fehlenden Schrifttradition durch die Berufung auf angeblich verschwundene und wieder aufgetauchte alte heilige Bücher, etwa in Form des altpersischen Avesta zu beheben. Hilmi Abbas veröffentlichte einige der bisher nur mündlich überlieferten altkurdischen Legenden im Jahre 2003 unter dem Titel Das ungeschriebene Buch der Kurden. Das Buch beschreibt die Schöpfungsgeschichte aus jesidischer Sicht und die mythische Wanderung des kurdischen Volkes vom Osten in den Westen in das heutige Kurdistan.

### Kosmogonie
Die Religion der Jesiden ist monotheistisch: Der allmächtige Gott erschuf die Welt aus einer Perle. Nach einiger Zeit formten sieben heilige Engel aus dieser Perle die Welt mit allen Himmelskörpern.

„In der Mishefa Reş wird erläutert, wie Gott die sieben Engel schuf:
II. Der erste Tag, an welchem er erschuf, war der Sonntag; einen Engel erschuf er (da), dem er den Namen 'Azra’il beilegte, nämlich den, welcher der Engel Pfau ist, welcher der Große ihrer aller ist.
III. Am Montag erschuf er den Engel Dardail, welcher der Scheich Hasan ist.
IV. Am Dienstag erschuf er den Israfail, welcher der Scheich Shams ist.
V. Am Mittwoch erschuf er den Engel Mikail, welcher der Scheich Abu-bakr ist.
VI. Am Donnerstag erschuf er den Engel Gibrail, welcher der Sagg(ad)-id-din ist.
VII. Am Freitag erschuf er den Engel Shamnail, welcher Nasir-ad-din ist.
VIII. Am Samstage erschuf er den Engel Turail, welcher Fahr-ad-din ist.
IX. Den Engel Pfau, den machte er zu ihrem Großen.“

Die Ähnlichkeit der kosmogonischen Vorstellungen der Jesiden mit dem Zoroastrismus führt bei manchen zur Annahme, dass hier eine ursprüngliche Verwandtschaft besteht. Andere argumentieren, dass von den Jesiden eine im Westiran verbreitete Mythologie integriert wurde, die im Zoroastrismus nur am Rande erscheint.
Die Erschaffung der ersten Jesiden wird im weithin bekannten Mythos des Shahid bin Dscharr geschildert. Demnach begannen Adam und Eva, nachdem sie einige Kinder gezeugt hatten, einen Streit darüber, wer von beiden der eigentliche Erschaffer dieser Kinder sei: Eva, weil sie die Säuglinge geboren hatte, oder Adam, der behauptete, er habe die Lebenskraft hinzugegeben. Den Beweis sollte ein Experiment erbringen. In zwei Tontöpfe gab jeder etwas vom eigenen „Samen“ (als Speichel, Blut aus der Stirn oder Schweiß interpretiert). Als sie nach neun Monaten die Deckel abnahmen, fanden sie Evas Topf voller Würmer und Maden, während aus Adams Topf ein schöner Junge hervorkam, den sie Schahid bin Dscharr („Zeuge, Sohn des Tontopfes“) nannten. Laut einer Erzählweise war Eva so verärgert, dass sie versuchte, den Topf zu zerschlagen, aber – von Adam aufgehalten – nur ein Bein des Jungen traf, das dadurch gelähmt wurde. Der so ungewöhnlich geborene Schahid ben Dschar zeugte nach einer Version Kinder mit einer Huri (Jungfrau im Paradies), nach einer anderen Version mit seiner Schwester, die mit ihm zusammen im Topf gewesen war. Jedenfalls wurde er zum Urahn der Jesiden, während die übrigen Menschen Nachkommen der Kinder Adams und Evas sind. Aus dem Mythos leiten die Jesiden den exklusiven Anspruch ab, ein einzigartiges Volk zu sein und die einzig wahre Religion zu besitzen. Gesellschaftlich bedeutend ist dieser Mythos, weil er das von den Jesiden strikt zu praktizierende Gebot der Endogamie begründet.

### Melek Taus

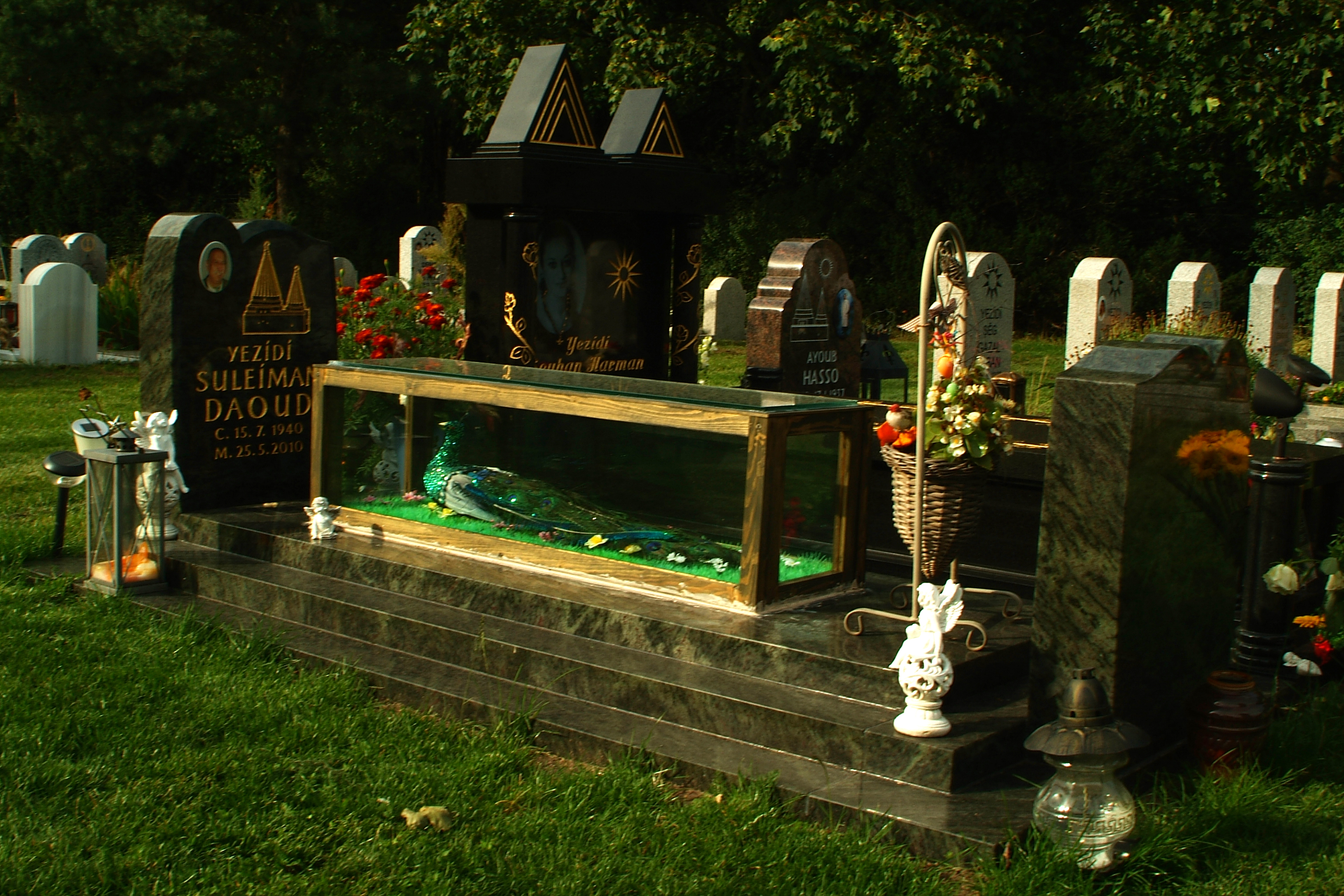
Jesidisches Gräberfeld auf dem Stadtfriedhof Hannover-Lahe mit einem Melek Taus („Gottes Engel“) im Schaukasten auf dem Grab

Eine zentrale Bedeutung in den jesidischen Glaubensvorstellungen hat Melek Taus (Tausî Melek), „Gottes Engel“, den Gott mit sechs weiteren Engeln aus seinem Licht schuf und dessen Symbol ein blauer Pfau ist. Nach der jesidischen Mythologie hat er in besonderer Weise der Allmächtigkeit Gottes gehuldigt und wurde deshalb von Gott zum Oberhaupt der sieben Engel erkoren. Zwar wollte er sich dem Mythos nach selbst einmal zum Gott erheben und fiel deswegen in Ungnade, doch er bereute seine Vermessenheit und büßte dafür in der Hölle. Seine Schuld wurde ihm schließlich vergeben. Seither dient er Gott als Stellvertreter in der Welt sowie als Mittler und Ansprechpartner der Gläubigen. Nach der Schöpfungsgeschichte der Jesiden ist Melek Taus an der gesamten Schöpfung, an dem göttlichen Plan aktiv beteiligt.
Melek Taus wurde, vor allem seitens des Islam, mit Satan (arabisch Schaitan) identifiziert und die Jesiden daraufhin als Teufelsanbeter diffamiert und verfolgt. Tatsächlich sprechen Jesiden aber das Wort Schaitan nicht aus und lehnen es auch ansonsten ab, Gott eine Personifizierung des „Bösen“ oder einen Widersacher gegenüberzustellen, weil dies Zweifel an der Allmacht Gottes bedeuten würde. Damit geht auch die Vorstellung einher, dass der Mensch in erster Linie selbst für seine Taten verantwortlich ist. Aus jesidischer Sicht hat Gott dem Menschen die Möglichkeit gegeben, seine Sinnesorgane zu gebrauchen. Er hat ihm außerdem den Verstand gegeben und damit die Möglichkeit, für sich den richtigen Weg zu finden.

### Scheich ʿAdī

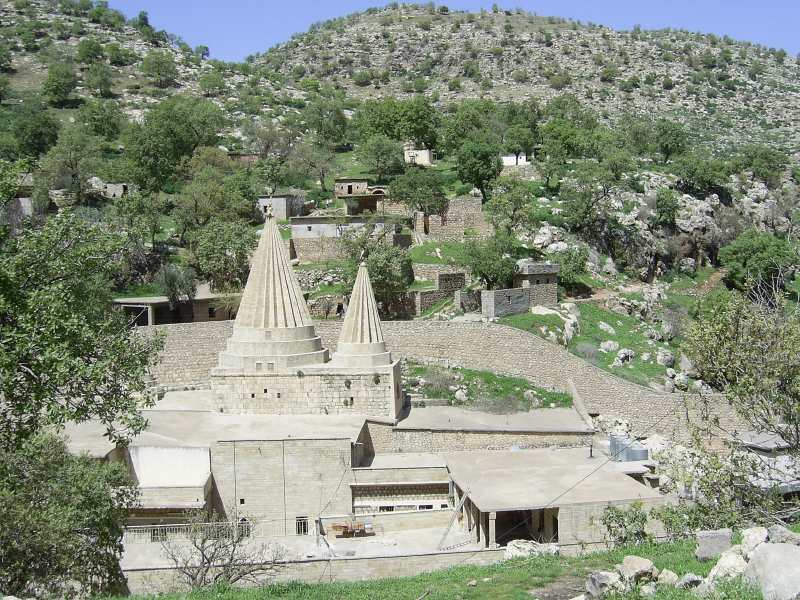
Das Grab von Scheich ʿAdī im Lalisch-Tal im Irak

Eine zweite wichtige Gestalt für die Jesiden ist der als Reformer geltende Scheich ʿAdī ibn Musāfir (um 1073–1163). Für die Jesiden ist er eine Menschwerdung (Inkarnation) des Engels Melek Taus, der kam, um das Jesidentum in einer schwierigen Zeit neu zu beleben. An seinem Grab im Lalisch-Tal im Nordirak findet jedes Jahr im Herbst das Fest der Versammlung (Jashne Jimaiye) statt. Jesiden aller Gemeinden aus den Siedlungs- und Lebensgebieten kommen zu diesem Fest zusammen, um ihre Gemeinschaft und ihre Verbundenheit zu bekräftigen.

### Die „sieben Mysterien“
Als Gott am Anfang die Welt erschuf, legte er ihr Wohlergehen in die Hände von sieben Engeln, auch als sieben Mysterien (Heft Sirr) bezeichnet. Der Hauptengel unter ihnen war Melek Taus, während alle sieben Engel aus Gottes Emanation stammen. Sie können regelmäßig in einem Menschen reinkarnieren. Diese Form wird Koasasa genannt. Deshalb gelten sie auch „als Statthalter Gottes auf Erden“.
In der Geschichte soll es sieben Reinkarnationen in Form von Scheichs gegeben haben: Als Scheich Adī von Syrien nach Lalisch im Irak umsiedelte, soll er dort vier heilige Männer vorgefunden haben. Diese waren Scheich Schems ed-Dīn, Scheich Fachr ed-Dīn, Scheich Sadschādīn und Scheich Nāsir ed-Dīn. Sie alle waren Söhne eines Mannes namens Ēzdīna Mīr. Ihnen schloss sich später noch eine fünfte Person an, Scheich Hasan, der nach verbreitetem Glauben der Jesiden mit al-Hasan al-Basrī identifiziert wird, der im 7./8. Jahrhundert lebte. Zusammen mit Scheich ʿAdī und Melek Taus bilden diese fünf Personen die sieben Mysterien (Heft Sirr) der Jesiden. Schems ed-Dīn soll der Wesir von Scheich ʿAdī gewesen sein und neun Kinder gehabt haben.

### Die schwarze Schlange

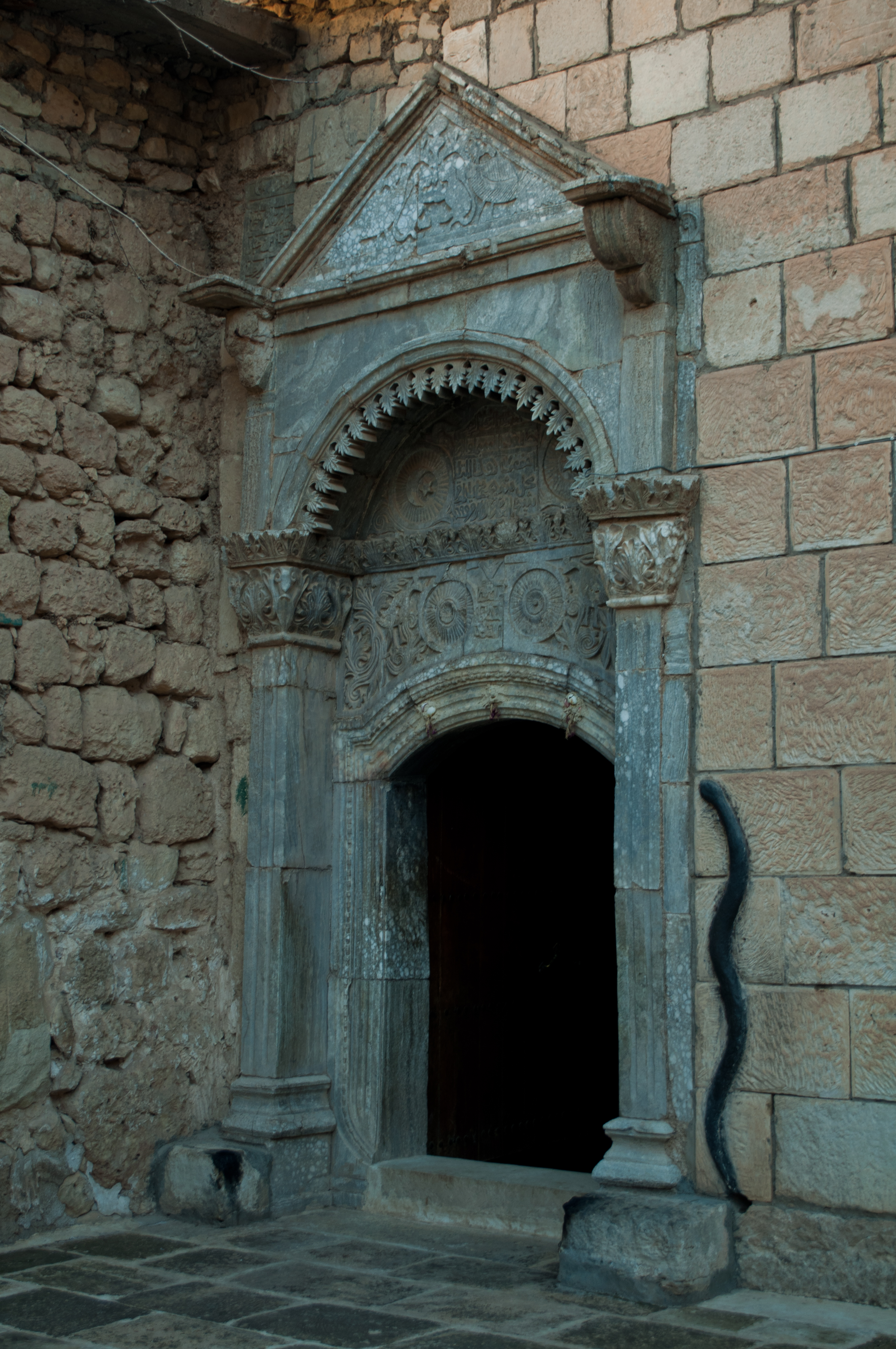
Das Symbol der schwarzen Schlange am Eingang des Schreins von Scheich ʿAdī ibn Musāfir

Die schwarze Schlange hat eine wichtige Position im jesidischen Glauben und wird neben anderen Tierdarstellungen (zum Beispiel dem Engel Melek Taus als Pfau) als heilige Kreatur verehrt. Das Töten einer schwarzen Schlange gilt im Jesidentum als Sünde. Darstellungen von Schlangen lassen sich an den Mauern jesidischer Schreine finden, wie zum Beispiel am Schrein von Scheich ʿAdī ibn Musāfir. Für gewöhnlich sind jene Schlangendarstellungen schwarz und werden von gläubigen Jesiden vor dem Eintritt in das Gebäude geküsst. Sie dienen dem Schutz des Hauses. Im jesidischen Schwarzen Buch, welches eines von zwei Werken ist, die im Stile eines heiligen Buchs verfasst wurden, findet sich eine Erzählung über die Arche Noah, in der sich eine Schlange um die Arche windet und sie so vor dem drohenden Untergehen bewahrt:
As the water rose and the ship floated, it came above Mount Sinjar, where it ran aground and was pierced by a rock. The serpent twisted itself like a cake and stopped the hole. Then the ship moved on and rested on Mount Judie.
Im kastenähnlichen System der Jesiden gibt es die Kaste der Sheikh-Mend. Angehörige der Sheikh-Mend haben eine besondere Beziehung zu Schlangen und sind in ihrer religiösen Position als Naturheiler vor allem im Umgang mit Schlangenbissen geschult. Angeblich können sie mit Hilfe von Speichel und Gebet Wunden von Schlangenbissen heilen.

## Die religiös-soziale Organisation
Die traditionelle religiöse Organisationsstruktur der jesidischen Gemeinschaft ist in einem Dokument festgehalten, das die Häupter der jesidischen religiösen Klassen 1931 den britischen und irakischen Autoritäten präsentierten. In diesem Text, der als das Shaykhan Memorial bekannt ist, wird die Verteilung der von den jesidischen Gläubigen gezahlten Almosen unter dem jesidischen Klerus behandelt.

### Drei Kasten
Grundlegend für die religiös-soziale Organisation der Jesiden ist die Gliederung ihrer Gesellschaft in drei religiöse Erbklassen oder Kasten: die Scheiche, die Pīre (persisch „der Ältere“ oder „der alte, weise Mann“) und die Murīdūn (Laien). Die Scheiche sind ihrerseits in drei Untergruppen aufgeteilt, die Schamsānīs (Nachkommen von Ēzdīna Mīr), die Ādanīs (Nachkommen von Scheich Adī) und die Qatanīs (Nachkommen der Brüder von Scheich Hesen).
Die Scheiche und Pīre sind religiöse Führungskräfte (Geistliche) und müssen die jesidische Religion unter den Gläubigen aufrechterhalten und Zeremonien durchführen, vor allem bei Festen, der jesidischen Taufe von Neugeborenen und bei Beerdigungen. Ihre allgemeine Aufgabe ist, Gläubigen in der Not zu helfen und Streitigkeiten zwischen Jesiden zu schlichten. Scheiche und Pīre sind neben dem Mīr („Fürst, Prinz“, Oberhaupt der Jesiden) und neben den Priesterinnen und Priestern von Lalisch die Hüter der Religion und Ansprechpartner für jeden jesidischen Gläubigen. Die Scheiche haben in der Gemeinschaft eine darüber hinausgehende administrative Pflicht und müssen bei politisch-sozialen Aufgaben für die Gemeinschaft tätig werden. Sie sind nach außen und innen Vertreter der Gemeinschaft und lösen Probleme sowohl innerhalb als auch außerhalb der Gemeinschaft.
Die Laien (Murīdūn) bilden die dritte und größte religiöse Klasse. Die Jesiden in dieser Kaste teilen sich in einzelne Stämme auf, bei denen die Heirat untereinander kein Problem darstellt. Auch die Stämme haben die allgemeine Pflicht, zur Erhaltung der Religion beizutragen und sich gegenseitig in der Not zu helfen.

### Führungsämter
Das religiöse und weltliche Oberhaupt der gesamten jesidischen Gemeinschaft ist der Mīr („Fürst“). In den Dokumenten aus der britischen Mandatszeit wird er als Prince of Shaykhan bezeichnet. Er gilt als der Stellvertreter von Scheich ʿAdī und Melek Taus und muss immer aus dem Kreis der Qatanī-Scheiche kommen. Sein traditioneller Amtssitz ist das Dorf Baadra. Das Amt des Mīr ist erblich und wird vom Vater auf den Sohn übertragen, ab 1944 amtierte Mir Tahsin Saied Beg (1933–2019). Kraft seiner Autorität setzt der Mīr folgende Personen in ihre Ämter ein:
- den Bābā Schaich („Vater Scheich“), der als das spirituelle Oberhaupt der Jesiden und „Vater der Scheiche“ betrachtet wird; er muss aus der Familie von Scheich Fachr ad-Dīn stammen und hat einen speziellen Sitz am Heiligtum von Lalisch und wird auch Echtiyārē Mergehē genannt („Der Alte vom Heiligtum“).
- den Peschimām („Vorsteher“), der für Eheschließungen zuständig ist und aus dem Kreis der Ādanīs kommen muss.
- die Kocheks oder Koceks, freiwillige Diener am Heiligtum von Lalisch, die unter der Aufsicht des Bābā Schaich stehen und keiner bestimmten Kaste angehören müssen. Sie nehmen am Heiligtum verschiedene Dienste wahr (Wasserschöpfen, Brennholzsammeln), sind aber auch für ihre Visionen, wahrsagerischen Fähigkeiten und Wunder bekannt. Über die Bedeutung ihres Namens gibt es unterschiedliche Angaben: während Ph. Kreyenbroek ihn mit „die Kleinen“ (von türk. küçük) übersetzt,[60] meint I. Kizilhan, dass er sich von den beiden kurdischen Wörtern guh („Ohr“) und cak („sehr gut“) ableitet. Man nenne die Koceks deshalb so, weil sie Stimmen aus der unsichtbaren Welt hörten.[61]
- den Tschawūsch, den Wächter des Heiligtums von Lalisch; er muss zölibatär leben.[62]

Die Autorität des Mīr und des Bābā Schaich wurde in den letzten Jahren sehr stark von dem sogenannten Lalisch-Zentrum herausgefordert, einer jesidischen politischen und kulturellen Organisation mit Sitz in Dohuk, die von der Demokratischen Partei Kurdistans unterstützt wird. Im Jahre 2004 wurde ein Anschlag auf den Mīr verübt, den er verletzt überlebte.

### Jesidische Stämme
Bei den Jesiden existieren viele einzelne Stämme, sie haben den Charakter von Sippen und sind Ergebnisse des Zusammenhalts von Nachfahren bestimmter Gründungsväter und des engen Zusammengehörigkeitsgefühls von Jesiden in bestimmten kurdischen Gebieten. Die Angehörigen der Stämme sehen sich in der Pflicht, anderen Stammesangehörigen zu helfen. Die Heirat zwischen Angehörigen unterschiedlicher jesidischer Stämme ist erlaubt. Ein bekannter Stamm aus dem Gouvernement Dahuk ist der Stamm Qaidi.
Die jesidischen Siedlungsgebiete waren und sind räumlich voneinander getrennt. Aus organisatorischen Gründen hat Scheich ʿAdī festgelegt, dass sich sowohl die Angehörigen der Pīre als auch der Scheiche auf die jesidischen Stämme in Abhängigkeit von deren Größe aufteilen sollen. So bekam jeder Stamm seine eigenen Scheiche und Pīre, und in jedem Siedlungsraum gibt es für jede Gruppe jesidischer Gläubigen eines Stammes die zuständigen Pīre und Scheiche. Bei Problemen können sich die Gläubigen jedoch auch an Pīre und Scheiche wenden, die für andere Stämme zuständig sind.

## Religiöse Praktiken und Feste

### Übergangsriten
Die jesidische Gemeinschaft kennt eine Anzahl von Übergangsritualen, die jede Person durchlaufen muss, um als vollwertiges Mitglied der jesidischen Gemeinschaft akzeptiert zu werden. Hierzu gehören in der Kindheit das Ritual des ersten Haareschneidens (biska pora), das nur Knaben betrifft und im siebten oder neunten Monat nach der Geburt stattfindet. Der Scheich des Knaben schneidet hierbei dessen Haar von beiden Seiten ab und nimmt drei Locken (bisk) ab. Zwei davon werden den Eltern gegeben, eine behält der Scheich selbst und widmet sie den Vorfahren von Scheich ʿAdī. Eine weitere Zeremonie, mor kirin, wird oft mit der christlichen Taufe verglichen, da hierbei der Kopf des jesidischen Jungen oder Mädchens drei Mal mit Wasser besprengt wird. Da hierfür das Wasser aus einer der als heilig geltenden weißen Quellen in Lalish verwendet wird, ist das Ritual lokal auf den Irak beschränkt. Die Beschneidung der Knaben (sinet) sowie in der Jugend die Wahl eines „Jenseits-Bruders“ (birā-yē āchiratē) oder einer „Jenseits-Schwester“ (huschk-ā āchiratē) aus einer Scheich-Familie stellen weitere Übergangsriten dar.
Die Verbindung mit dem Jenseits-Bruder oder der Jenseits-Schwester wird bei einer Feier üblicherweise in Lalisch geschlossen, bleibt lebenslang bestehen und verpflichtet zu gegenseitiger Hilfe. Die Jenseits-Geschwister „begleiten“ in der Totenzeremonie den Verstorbenen auf dem Weg zur neuen Bestimmung und sollen auch im Jenseits gegenseitig die moralische Mitverantwortung für ihre Taten übernehmen. Wichtig ist in diesem Zusammenhang der jesidische Glaube an die Seelenwanderung (Reinkarnation): Das Leben endet nicht mit dem Tod, sondern geht in einem anderen Körper weiter. Der neue Körper ist abhängig von den Taten im vorherigen Leben. Nach jesidischer Vorstellung verbinden sich in den verschiedenen Leben allerdings immer wieder dieselben Jenseits-Geschwister.

### Bellendan
Dieses Ritual wird je nach Region entweder am 1. oder 25. Dezember des Jahres gefeiert. Zu diesem Anlass backen die Jesiden Brot und verteilen es an die Armen unter ihnen. Sollte man allerdings keine Armen finden, wird das Brot symbolisch dem Nachbarn geschenkt. In manchen Gegenden mischt man in das Brot Rosinen, denn derjenige, der sie findet, soll Glück im Leben haben. Der Großteil der Jesiden glaubt, dass Bellendan eine „Feier für die Toten“ ist. So backen sie das Brot und besuchen die Gräber der Toten.

### Die Wallfahrt nach Lalisch

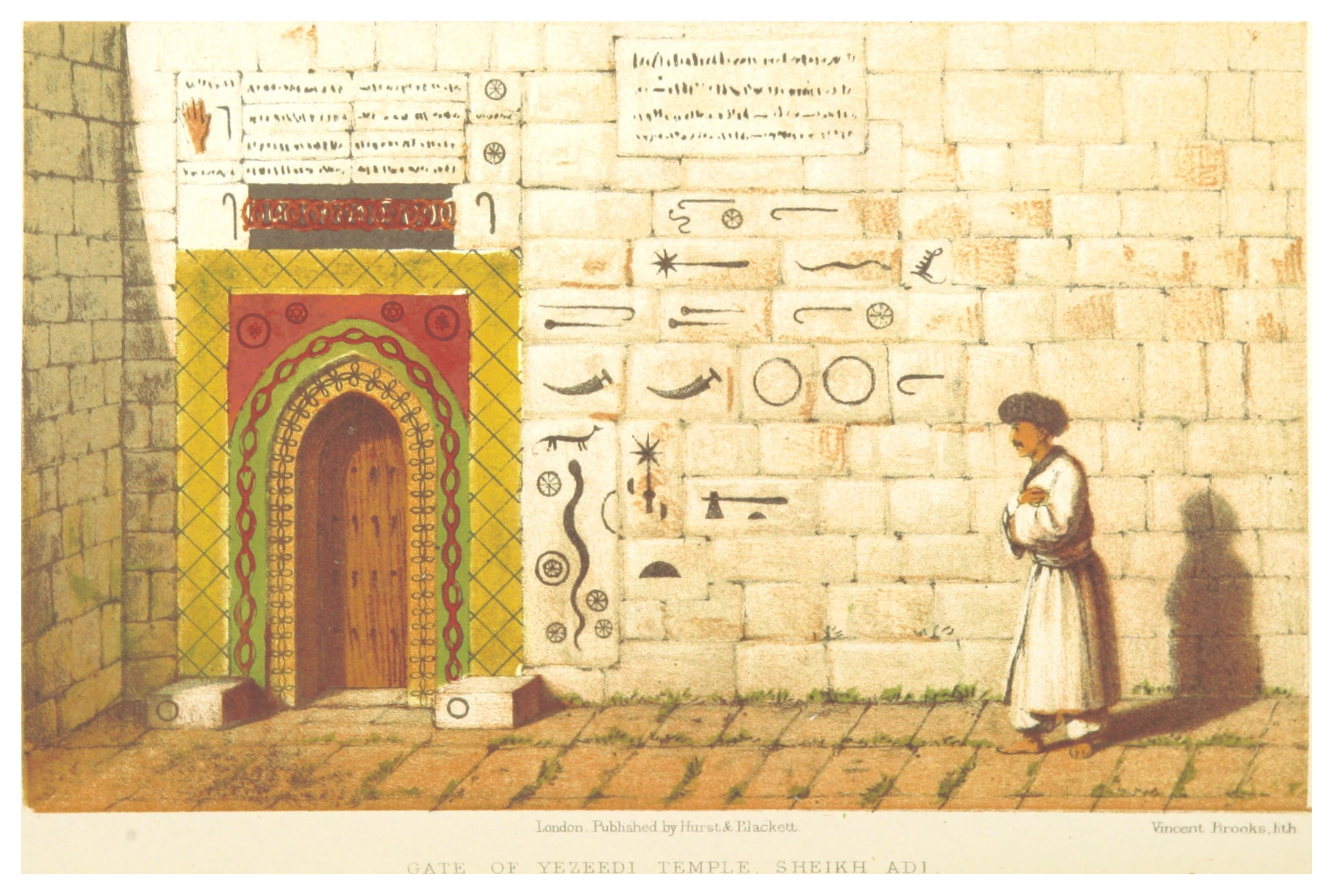
Das Portal zum Grab von Scheich ʿAdī im 19. Jahrhundert, damalige Farbfassung und Inschriften mit archaischen Symbolen

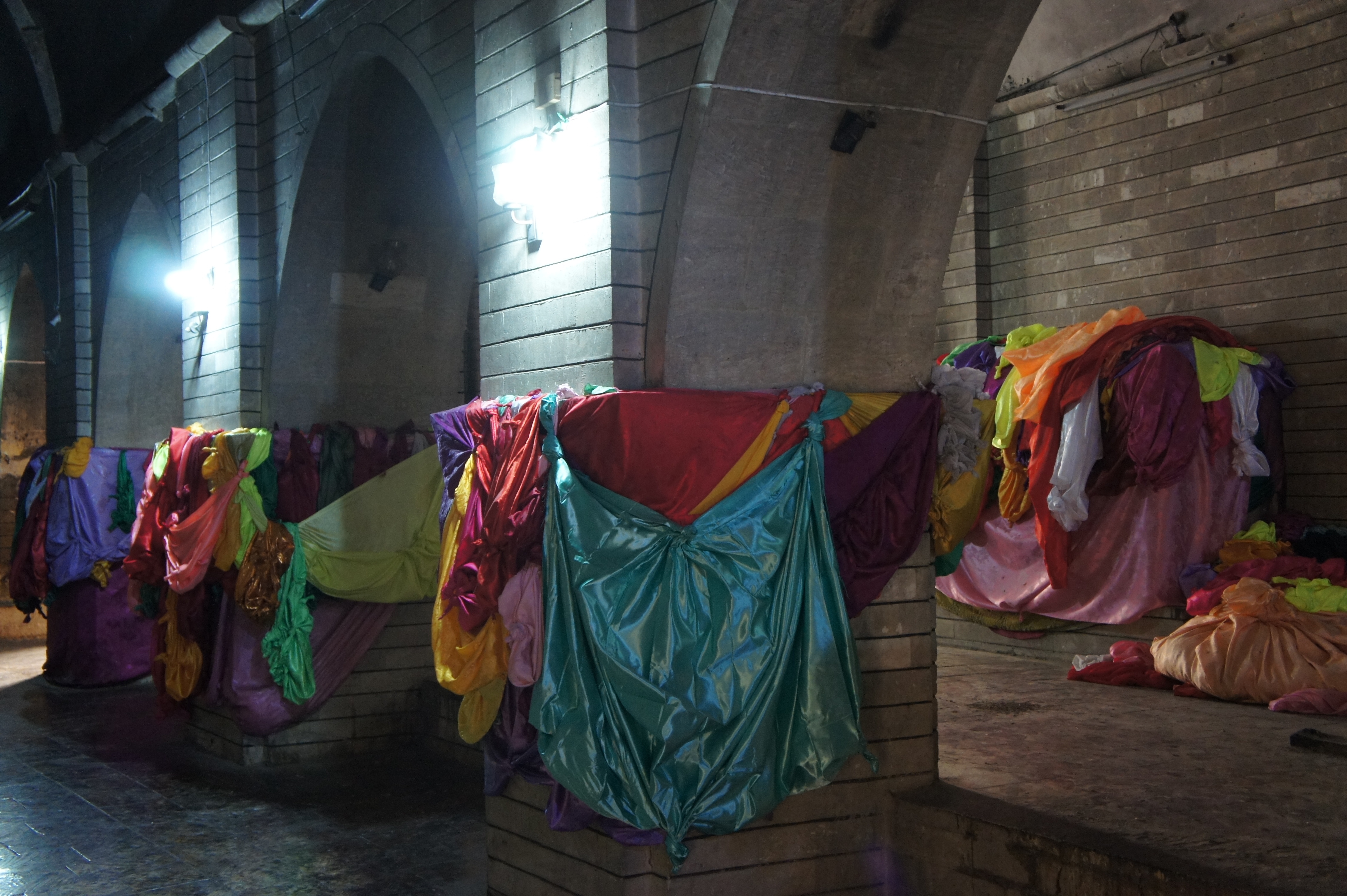
Die bunten Tücher im Inneren des Heiligtums von Lalisch, die beim Parī Suwar Kirin rituell gewaschen werden

Jedes Jahr im Herbst findet in Lalisch am Grab von Scheich ʿAdī das jesidische Versammlungsfest (Jashne Jimaiye) statt, das sieben Tage dauert und Zielpunkt der allgemeinen jesidischen Wallfahrt ist. Der genaue Festtermin schwankt. Manchmal liegt er Ende September, manchmal Anfang Oktober. Häufig erschweren oder verhindern politische Umstände die Pilgerfahrt nach Lalisch, die eine Pflicht für jeden Jesiden ist. Nach jesidischer Vorstellung versammeln sich zu dieser Zeit alle „sieben Mysterien“, um wichtige Entscheidungen über das kommende Jahr zu fällen. Jeder Jeside sollte mindestens einmal im Leben an diesem Wallfahrtsfest teilgenommen haben.
Am ersten Tag ziehen die Pilger an das untere Ende des Lalisch-Tales, wo sich die Silat-Brücke (Pira Silat) befindet, die den heiligen vom profanen Bereich trennt. Die Pilger ziehen sich die Schuhe aus, waschen sich drei Mal die Hände in dem Wasser unter der Brücke, überschreiten mit Fackeln drei Mal die Brücke und sprechen dabei: „Die Silat-Brücke, auf der einen Seite ist die Hölle, auf der anderen das Paradies.“ Dann begeben sie sich in den oberen Bereich des Tals und singen religiöse Hymnen. An der Prozession nimmt das gesamte religiöse Personal der Jesiden teil: der Mīr, der Baba Schaich, der Peschimām, der Baba Tschawūsch und weitere. Am zweiten und dritten Tag werden diese Zeremonien wiederholt. Am vierten Tag wird die Zeremonie des Parī Suwar Kirin vollzogen. Hierbei nehmen der Baba Tschawūsch und seine Helfer die bunten Tücher auf, die den Sarkophag von Scheich ʿAdī und die Säulen des Heiligtums bedecken, und bringen sie zur Quelle von Kanīya Spi. Dort werden diese Tücher von einem speziellen Geistlichen, dem serderī von Kanīya Spi, der einer bestimmten Pīr-Familie angehören muss, rituell gewaschen. Am fünften Tag findet die Zeremonie des Qabach statt, das Schlachtopfer eines Bullen. Am sechsten Tag wird die Zeremonie des Berē Shibak vollzogen. Hierbei wird im Andenken daran, dass Scheich ʿAdī nach seinem Tod auf einer Tragbahre transportiert wurde, eine viereckige Tragbahre aus Flechtwerk in die Versammlungshalle gebracht. Am letzten Tag des Festes wird die Tragbahre begleitet von Musik zu einem Becken im Inneren des Heiligtums gebracht und mit Wasser besprengt. Hierzu werden Gebete gesprochen. Anschließend wird sie an ihren Platz im Heiligtum gebracht.
Die jesidischen Pilger bringen aus Lalisch geweihte Erde mit, die mit dem heiligen Wasser der Quelle Zemzem (in Lalisch, nicht mit dem muslimischen Samsam zu verwechseln) zu festen Kügelchen geformt wurde. Sie gelten als „heilige Steine“ (Einzahl: berat) und spielen bei vielen religiösen Zeremonien eine wichtige Rolle.

### Neujahrsfest
Das religiöse Neujahr, Sersal, fällt bei den Jesiden nicht wie das kurdische Newroz-Fest auf den 21. März, sondern findet am ersten Mittwoch nach dem 14. April im gregorianischen Kalender statt. Es wird auch Çarşema Sor (Roter Mittwoch) oder Çarşema Serê Nîsanê (Erster Mittwoch im April) genannt. Es gilt als wichtiges Familienfest der Jesiden, zu dem auch in der Diaspora Angehörige oft über große Entfernungen zusammenkommen. Jesidische Kinder in Europa beschreiben das Fest gegenüber Gleichaltrigen gelegentlich vereinfachend als „unser Ostern“ – eine naheliegende Parallele, da im jesidischen Neujahrsfest wie auch in den europäischen Ostertraditionen bunt gefärbte Eier eine symbolische Rolle spielen, die versteckt und dann im Rahmen des Festes von den Kindern gesucht werden.

### Tawusgerran
Eines der bedeutendsten religiösen Jahresfeste in den Dörfern war Tawusgerran, die „Zirkulation des Pfauen“. An diesem Tag kamen Mitglieder der gesonderten Kaste Qawwal in ein Dorf und trugen sakrale Hymnen vor. Die Qawwal stammten aus den beiden nordirakischen Kleinstädten Baschiqa und Bahzani. Sie brachten ein Bildnis (eine metallene Pfauenfigur) von Melek Taus mit und stellten es auf, damit es von der Dorfbevölkerung verehrt werden konnte. Die Rezitation der Verse wurde begleitet vom Spiel der als heilig geltenden Längsflöte Schebab und der Rahmentrommel Duff. Grenzziehungen und politische Probleme haben im Verlauf des 20. Jahrhunderts dafür gesorgt, dass das mit langen Reisen der Qawwal verbundene Tawusgerran in der Heimatregion der Jesiden praktisch nicht mehr durchgeführt werden kann.

## Religionsgeschichtliche Einordnung
Das Jesidentum gehört zu den zeitgenössischen monotheistischen Religionen, neben Judentum, Samaritanern, Christentum, Islam, Sikhismus, Bahaitum und Zoroastrismus. Nach Ansicht einiger Jesiden soll ihre Religion älter als das Christentum sein und sich aus dem altpersischen Mithras-Kult oder aus den Kulten der Meder entwickelt haben. Die jüngere religionsgeschichtliche Forschung betont den eigenständigen Charakter der jesidischen Religion, nachdem sie in einem komplexen Prozess Elemente anderer Religionen adaptiert habe, darunter des orientalischen Christentums (besonders der nestorianischen Eucharistie), des Mandäismus, des Manichäismus und der Gnosis. Dagegen hatte die ältere religionsgeschichtliche Forschung die jesidische Religion zunächst als eine Abspaltung vom Islam oder als eine „iranische“ Religion verstanden.
Im 19. und zu Beginn des 20. Jahrhunderts überlieferten europäische Reisende die Bezeichnung der Jesiden als „Teufelsanbeter“. Sie bezogen sich dabei auf Berichte der Muslime in der Nachbarschaft der Jesiden. Eine dieser frühen Darstellungen zu den Jesiden findet sich bei Helmuth von Moltke, der eine volkskundliche Beschreibung Kurdistans um 1840 hinterließ: „… auf dem Sindschar und am Südrande ihres Gebietes wohnen Jesiden [Anm. bei Moltke: „Religiöse Sekte, welche heidnische Überreste in mohammedanischer und christlicher Umdeutung bewahrt.“], von welchen die Türken annehmen, daß sie den Teufel anbeten, und die deshalb in Sklaverei verkauft werden dürfen.“
Die Bezeichnung „Teufelsanbeter“ rührt von der Verehrung des von den Muslimen mit Satan gleichgesetzten gefallenen Engels Melek Taus. Satan (Iblis) ist nach dem Koran ein solcher gefallener Engel, wie er mit diesem Wort in der christlichen Theologie vorkommt, und zugleich ein aus Feuer erschaffener Dschinn, der Macht über die Menschen besitzt. Die aus islamischer Sicht heterodoxe Bestrebung, „eine Art Rehabilitierung des Satans“ zu betreiben, unternahm an vorderster Front der Sufi-Gelehrte al-Hallādsch (857–922). Für seine Ansicht, Iblis sei „monotheistischer als Gott“, und schließlich für seinen Ausspruch „Ich bin die (göttliche) Wahrheit“ wurde al-Hallādsch auf der Grundlage einer Fatwa hingerichtet. Darin wurde al-Hallādsch zu einem aufrechten Jesiden umgedeutet, der seinen wahren Glauben verteidigt. Die Bewegung um al-Hallādsch gehört zu den Formen des Sufismus, die bei der Bildung des synkretistischen jesidischen Glaubenssystems beteiligt waren. „Teufelsanbeter“ ist jedoch ein falsches Schimpfwort, weil Melek Taus nicht als Teufel, sondern als erlöster oberster Engel verehrt wird.

## Verfolgung der Jesiden im Nahen Osten
Das Wohngebiet der Jesiden wurde seit dem 16. Jahrhundert von den Osmanen kontrolliert. 1832 und nach 1840 verübten die kurdischen Fürsten Mohammed Pascha Rewanduz und Bedirxan Beg wiederholte Massaker an ihnen. Erst 1849 wurden sie unter gesetzlichen Schutz des Osmanischen Reichs gestellt und waren damit den Buchreligionen rechtlich ebenbürtig.
Im Osmanischen Reich standen die Jesiden außerhalb des Millet-Systems, waren also nicht als Religionsgemeinschaft anerkannt und standen damit in der sozialen Hierarchie noch hinter Christen und Juden. Immer wieder kam es zu Versuchen, die als „gottlos“ geltenden Jesiden zum Islam zu bekehren. Unter Sultan Abdülhamid II. verschlechterte sich die Lage ab 1876 erheblich. Ein umstrittener Erlass, der auch Jesiden zum Militärdienst verpflichtete, wurde wieder in Kraft gesetzt. Steuerforderungen wurden erhoben, die bei Bekehrung zum Islam zu erlassen seien. Dennoch kam es oft zu Massakern seitens der Osmanen an den Jesiden. Diese werden von den Jesiden Farmān genannt. Die Folge für Jesiden, die dem Druck nachgaben und zum Islam konvertierten, war der Ausschluss aus ihrer eigenen Gemeinschaft.
1892 schickte der Sultan einen Sondergesandten mit dem Auftrag, die Jesiden notfalls mit Gewalt zu bekehren. Es kam zu Gefechten und zu Massakern an den Jesiden nach ihrer Niederlage im Jahr 1893. 1894 wurden während der vornehmlich an Armeniern und Christen verübten Massaker der osmanischen Truppen auch Tausende von Jesiden getötet.
Ab dem 17. Jahrhundert siedelten sich Jesiden, vermutlich bedingt durch die Ausdehnung des osmanischen Reiches, im Gebiet des Höhenzugs Dschabal Sindschar der heutigen Provinz Ninawa im Nordirak an. Im Zuge der irakischen Arabisierungspolitik ab 1965 kam es immer wieder zu Vertreibungen, die Dörfer und Ackerflächen wurden weitgehend entvölkert. Die ca. 400 jesidischen Dörfer wurden dem Erdboden gleichgemacht und die Einwohner zur Umsiedlung gezwungen. Auch in anderen Gebieten des Irak wurde in ähnlicher Weise verfahren, und beim Bau der Mosul-Talsperre wurden mehrere jesidische Dörfer zerstört.
In den letzten 30 Jahren haben die Jesiden aufgrund des türkisch-kurdischen Konflikts in großen Auswanderungswellen die Türkei verlassen.
Im Irak verfügen die Jesiden nach Angaben des Hohen Flüchtlingskommissars der Vereinten Nationen nicht über eine eigene Interessenvertretung im gegenwärtigen zentralirakischen Regierungsgefüge, nachdem das frühere Ministerium für Religionsangelegenheiten zugunsten dreier neugeschaffener Ressorts für die Angelegenheiten der Schiiten, Sunniten und Christen aufgelöst wurde.
Seit dem Ende des Irakkrieges 2003 sind die Jesiden gezielt zur Zielscheibe fundamentalistischer Muslime geworden. Sie müssen um ihr Leben fürchten. Das führt dazu, dass die Jesiden aus dem Irak in Massen nach Europa und Nordamerika flüchten. Am 14. August 2007 verübten Terroristen aus dem Umfeld der al-Qaida vier Anschläge in den ausschließlich von Jesiden bewohnten Dörfern El Khatanijah und El Adnanijah (siehe Anschlag von Sindschar). Die Anschläge forderten insgesamt über 500 Todesopfer, Hunderte wurden verletzt. Die Tat gilt als Racheakt für die 15 Tage zuvor verübte Ermordung des 17-jährigen jesidischen Mädchens Du’a Khalil Aswad, das, angeblich wegen eines Übertritts zum Islam, von ihrem eigenen Clan gesteinigt wurde. Die al-Qaida in Mossul hatte darüber hinaus in einer Fatwa verboten, den Jesiden Essen zu geben, wodurch sich die Lebensmittelversorgung in den jesidischen Dörfern dramatisch verschlechterte. Die Zusage der Amerikaner und der kurdischen Regionalregierung, bald Lebensmitteltransporte zu schicken, nutzten Terroristen für einen Anschlag.
Diese gegen die Jesiden gerichteten Anschläge waren die folgenschwersten seit Beginn des Irakkriegs.

### Irakkrise ab 2014

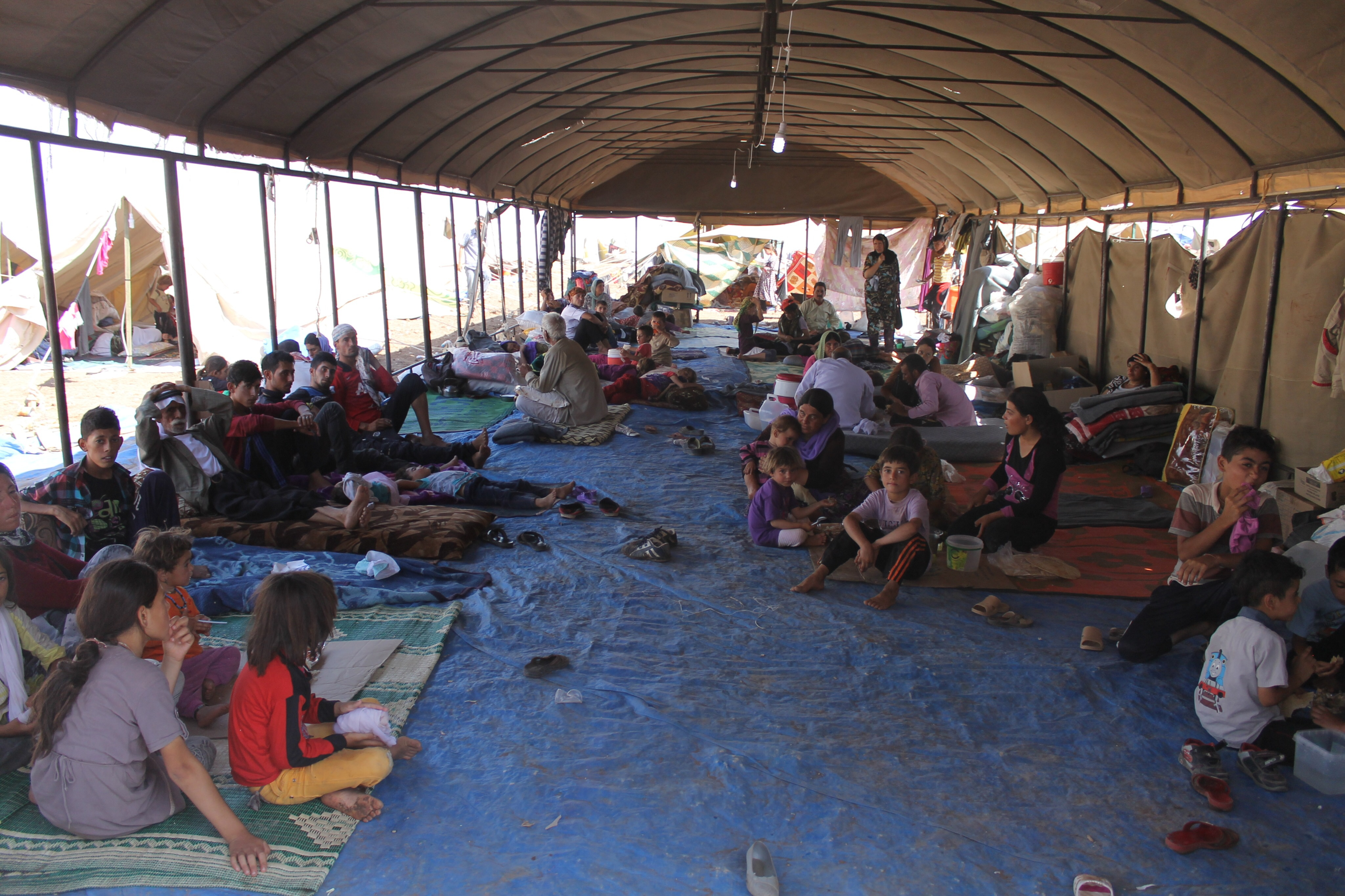
Jesidische Flüchtlinge aus dem Irak erhalten im Camp Newroz Hilfe vom International Rescue Committee (nordsyrische Provinz al-Hasaka, August 2014)

Seit der Irakkrise 2014 führte der Vormarsch der terroristischen Vereinigung Islamischer Staat im Norden des Iraks zu einer umfangreichen Flucht vor allem von Jesiden. Die Terrorgruppe betrachtet die Jesiden als Ungläubige und verfolgt und ermordet sie. Die IS-Organisation hatte das Jesidentum zu einer „heidnischen Religion aus vorislamischer Zeit“ erklärt und gefangene Frauen und Mädchen „legal“ zur Sklaverei freigegeben. Nach islamischem Recht sei dies gerechtfertigt. Das Ziel dabei sei die völlige Auslöschung dieser Religion.
Der einzige Ausweg für viele Jesiden war die Konversion zum Islam. Diejenigen, die sich weigerten, wurden an Ort und Stelle erschossen. Die Reaktion war, dass Jesiden solche Mitglieder, die unter diesen Umständen konvertierten, nicht wie noch unter den Massakern der Osmanen aus der Gemeinschaft ausschlossen, sondern ihnen die Rückkehr in den Glauben ermöglichten. In Anlehnung an eben jene früheren Massaker nennen Jesiden die Taten der IS-Organisation ebenfalls Farmān.

## Die jesidische Diaspora

### Kaukasus
Es gab insgesamt drei Fluchtwellen der Jesiden aus dem Osmanischen Reich in den Kaukasus, nach Georgien und Armenien. Die erste gab es im 18. Jahrhundert. Zur zweiten Fluchtwelle kam es während des Russisch-Türkischen Krieges 1877–1878. Die dritte und größte Fluchtwelle gab es am Anfang des 20. Jahrhunderts, während des Ersten Weltkrieges. Auslöser der Flucht waren die gezielte Verfolgung, Unterdrückung und Massaker an Jesiden und anderen Volksgruppen im osmanischen Reich. Nicht selten unterstützten muslimische Kurden und osmanische Behörden diese Verfolgungen und Massaker. Die Jesiden, die selbst Opfer der Osmanen waren, schützten die Armenier während des Ersten Weltkrieges, indem sie sie in ihren Häusern versteckt hielten. Dieser Schutz der Armenier durch die Jesiden bildete eine Grundlage für das Zusammenleben von Jesiden und Armeniern in Armenien.
Vor dem Zusammenbruch der Sowjetunion um 1990 lag die Zahl der Jesiden in Georgien bei 22.000, in Armenien bei 60.000. Nach dem Zusammenbruch kam es aber zu wachsendem Nationalismus in beiden Staaten, und die Situation für die Jesiden und andere Minderheiten verschlechterte sich. Die Zahl der Jesiden ging im Zeitraum zwischen 1989 und 1997 in Georgien auf 1.200 und in Armenien auf 18.000 zurück. Viele Jesiden flüchteten nach Europa und Russland.
In Georgien sind die Gründe der Flucht vielfältig. Die Jesiden beklagen massive Übergriffe durch Polizisten und Beamte, Mordvorwürfe, Körperverletzungen, Falschanschuldigungen, Hass und unrichtige negative Berichte der Presse und öffentliche Äußerungen von Politikern. Die Jesiden haben keine Chance auf höhere Posten und Gleichbehandlung bei der Verwaltung und medizinischen Versorgung. Ebenso wenig haben sie eine Chance auf höhere Bildung und höheres Einkommen. Die Flüchtlinge berichten über Erpressung, Bedrohung und Verfolgung durch die Polizei. Den Jesiden in Georgien wird der Bau von jesidischen Gebetshäusern verboten. Sie sind in Georgien weder in Parlament noch Regierung vertreten, so dass ihre Forderungen nach einem normalen Leben kein Gehör finden. Zur Sowjetzeit wurden Garantiemandate an die Jesiden vergeben; nach dem Zusammenbruch der Sowjetunion wurden sie aber wieder abgeschafft.
In Armenien bildeten die Jesiden im Jahre 2022 mit 1,1 Prozent der Gesamtbevölkerung die größte Minderheit. Da ihnen nach dem Zusammenbruch der Sowjetunion keine Garantiemandate mehr zustehen, sind sie im Parlament nicht vertreten. In Aknalitsch befindet sich seit 2019 mit dem „Quba heft merē dīwāne u Tawūs-e Melek“ der größte Tempel des Jesidentums.
In Russland wurde das Jesidentum erst Ende Juli 2009 offiziell als Religionsgemeinschaft und somit als Körperschaft des öffentlichen Rechts anerkannt.
Seit 1990 sendet Radio Jerewan (öffentliches Radio Armeniens) täglich eine halbe Stunde lang die Sendung Stimme der Jesiden in nordkurdischer Sprache (Kurmandschi). In der Redaktion der Radiosendung wird die jesidische Wochenzeitung in armenischer Sprache verfasst, die ebenfalls Stimme der Jesiden heißt. In Armenien darf in jesidischen Schulen Nordkurdisch gelehrt werden.

### Europa und Amerika
Eine bedeutende Zahl von Jesiden lebt zurzeit in Europa, hauptsächlich in Frankreich, Großbritannien, den Niederlanden, Belgien, der Schweiz, in Spanien und besonders in Deutschland. Einige wenige leben in Schweden, Dänemark, Österreich und in außereuropäischen Staaten, wie in den USA, Kanada und Russland.

#### Deutschland
Ab den 1960er Jahren migrierten durch das Anwerbeabkommen zwischen der Bundesrepublik Deutschland und der Türkei viele Jesiden zunächst aus der Türkei, später unter anderem aus Syrien und dem Irak nach Deutschland. Neben wirtschaftlichen Motiven führten über Jahrzehnte Unterdrückungs- und Diskriminierungserfahrungen zunehmend zur Flucht dieser religiösen Minderheit. Die größten jesidischen Gemeinden wie die „Föderation der Ezidischen Vereine in Deutschland e. V.“ sind in Niedersachsen und Nordrhein-Westfalen vertreten. Schätzungen zufolge leben heute zwischen 100.000 und 150.000 Jesiden in der Bundesrepublik.

## Zukunftsdebatte
Aufgrund der mittlerweile starken Diaspora und der Verfolgungen, welchen die Jesiden insbesondere im Irak ausgesetzt sind, ist eine Debatte über die Zukunft der Religionsgemeinschaft entstanden. Idan Barir, ein Doktorand aus Tel Aviv, schreibt in einem Artikel, dass die Rückkehr in jesidische Gebiete wie Sindschar oder Schaichān für die meisten Jesiden keine Option mehr sei. Zu groß sei das Misstrauen zur lokalen Bevölkerung, die teils mit der IS-Organisation kollaboriert habe. Zusätzlich dazu sähen sie sich in der Autonomen Region Kurdistan politisch nicht repräsentiert, teils sogar angefeindet. Viele Jesiden wollten deshalb eine Zukunft ihrer Gemeinschaft außerhalb des Irak.
Vorschläge dazu variieren. Zum einen gibt es solche, die die alte Idee eines kleinen Staates in der irakischen Provinz Ninawa favorisieren. Ein solcher Staat würde von der internationalen Gemeinschaft beschützt werden und Minderheiten eine sichere Heimat bieten, ohne religiöse Verfolgungen oder politischen Druck. Weitere Optionen sind die Umsiedlung der gesamten Gemeinschaft nach Armenien, wo bereits circa 40.000 Jesiden leben, sowie langfristig Israel.

## Jesiden in literarischen Werken
- John F. Case: Der achte Tag. Thriller. Bastei-Lübbe, Bergisch Gladbach 2005, ISBN 3-404-15420-7.
- Agatha Christie-Mallowan: Erinnerung an glückliche Tage. Ausgrabungen mit meinem Mann in Syrien. Lübbe, Bergisch Gladbach 1977, ISBN 3-7857-0195-0.
- Andree Hesse: Die Schwester im Jenseits. Wunderlich, Reinbek 2008, ISBN 978-3-8052-0857-4.
- Yaşar Kemal: Die Ameiseninsel. Unionsverlag, Zürich 2003, ISBN 3-293-20274-8.
- Yaşar Kemal: Der Sturm der Gazellen. Unionsverlag, Zürich 2006, ISBN 3-293-00354-0.
- Raymond Khoury: Immortalis. Wunderlich, 2008, ISBN 978-3-8052-0835-2.
- Tom Knox: Genesis Secret. Hoffmann & Campe, Hamburg 2009, ISBN 978-3-455-40150-9.
- Marek Krajewski: Tod in Breslau. Roman. Goldmann, München 2002, ISBN 3-442-72831-2.
- James Krüss: Timm Thaler oder Das verkaufte Lachen. Oetinger, Hamburg 1962, ISBN 3-7891-2242-4.
- H. P. Lovecraft: Grauen in Red Hook. Suhrkamp, Frankfurt 1987, ISBN 3-518-37806-6 (original 1925: The Horror at Red Hook).
- Karl May: Durch die Wüste (= Gesammelte Werke. Band 1). Karl-May-Verlag, Bamberg 2000, ISBN 3-7802-0001-5.
- Karl May: Durchs wilde Kurdistan (= Gesammelte Werke. Band 2). Karl-May-Verlag, Bamberg 2000, ISBN 3-7802-0002-3.
- Barbara Nadel: Arabeske. Roman. List, Berlin 2004, ISBN 3-548-60523-0.
- Ronya Othmann: Die Sommer. Roman. Hanser, München 2020, ISBN 978-3-446-26760-2.